# Garnay
Garnay est une commune française située dans le département d'Eure-et-Loir, en région Centre-Val de Loire. C'est une commune rurale et résidentielle de la périphérie de Dreux, située à environ 90 kilomètres à l'ouest de Paris.
Ses habitants s'appellent les Garnetais.

## Géographie

### Situation
La commune de Garnay se trouve dans la vallée de la Blaise, dans le nord du département d'Eure-et-Loir, à 4,5 kilomètres au sud de Dreux et à 34 kilomètres au nord-ouest de Chartres, chef-lieu du département.
Elle est limitrophe de Vernouillet au nord, Tréon au sud, Allainville et Garancières-en-Drouais à l'ouest et de Marville-Moutiers-Brûlé à l'est.
Le village se trouve au fond de la vallée de la Blaise, tandis que le territoire communal s'étend de part et d'autre sur les plateaux environnants. Les versants est et ouest sont fortement boisés.

Situation géographique
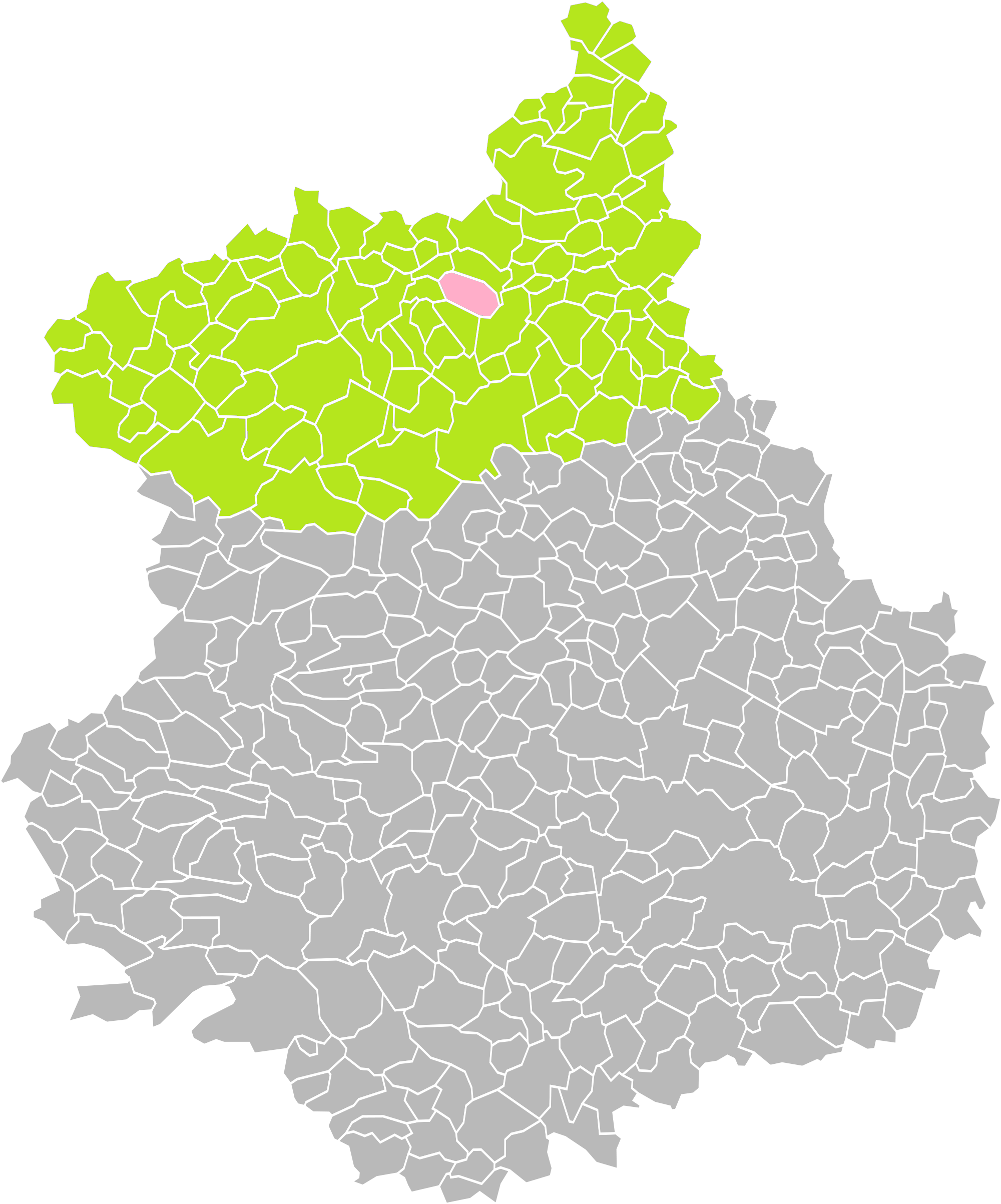
Garnay dans son arrondissement.
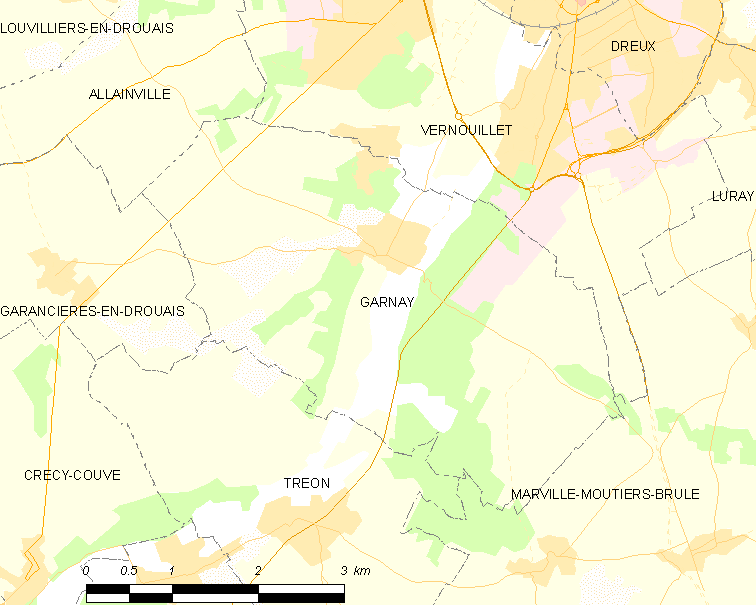
Carte de la commune de Garnay.

### Communes limitrophes
| Allainville            | Vernouillet |                         |
| Garancières-en-Drouais | Garnay      | Marville-Moutiers-Brûlé |
|                        | Tréon       |                         |

### Hydrographie
La commune est irriguée par la Blaise, affluent de l'Eure qu'elle rejoint quelques kilomètres plus au nord, immédiatement en aval de Dreux.
Dans la traversée de la commune, cette petite rivière coule  selon une orientation  sud-nord, le plus souvent au pied du versant est de la vallée.
Diverses dérivations, qui alimentaient autrefois des moulins, s'en détachent, notamment le « ruisseau du Trou à l'Âne » qui rejoint le cours principal dans le territoire de Vernouillet.
Garnay a bénéficié de 1974 à 2003 d'une station hydrologique sur la Blaise : le débit moyen annuel ou module, observé durant une période de 30 ans (de 1974 à 2003), est de 1,96 m3/s, soit 1 960 litres par seconde. La hauteur maximale instantanée, relevée à Garnay le 6 janvier 2001, est de 2,55 m.

### Voies de communication et transports
La commune est desservie par la route départementale 928 qui relie Dreux à Châteauneuf-en-Thymerais et rejoint ensuite la nationale 23 en direction du Mans. Cette route suit le bord du plateau dans la partie est de la commune. Une route vicinale relie le centre du village à Vernouillet en suivant le fond de la vallée.
La ligne de Chartres à Dreux à voie unique, fermée au trafic voyageurs, suit la D 928. Elle a relié par chemin de fer Chartres à Dreux de 1873 à 1971. La gare la plus proche est celle de Dreux, desservie notamment par les trains de la ligne N du Transilien.
La commune est traversée par un sentier de grande randonnée, le GR 351, qui suit en partie les berges de la Blaise. Ce sentier relie Senonches à Dreux par cette vallée.

### Climat
Pour des articles plus généraux, voir Climat du Centre-Val de Loire et Climat d'Eure-et-Loir.
En 2010, le climat de la commune est de type climat océanique dégradé des plaines du Centre et du Nord, selon une étude du CNRS s'appuyant sur une série de données couvrant la période 1971-2000. En 2020, Météo-France publie une typologie des climats de la France métropolitaine dans laquelle la commune est dans une zone de transition entre le climat océanique et le climat océanique altéré et est dans la région climatique  Sud-ouest du bassin Parisien, caractérisée par une faible pluviométrie, notamment au printemps (120 à 150 mm) et un hiver froid (3,5 °C). 
Pour la période 1971-2000, la température annuelle moyenne est de 10,6 °C, avec une amplitude thermique annuelle de 14,4 °C. Le cumul annuel moyen de précipitations est de 590 mm, avec 10,4 jours de précipitations en janvier et 7,9 jours en juillet. Pour la période 1991-2020, la température moyenne annuelle observée sur la station météorologique de Météo-France la plus proche, « Marville_sapc », sur la commune de Marville-Moutiers-Brûlé à 5 km à vol d'oiseau, est de 11,1 °C et le cumul annuel moyen de précipitations est de 571,8 mm,. Pour l'avenir, les paramètres climatiques de la commune estimés pour 2050 selon différents scénarios d'émission de gaz à effet de serre sont consultables sur un site dédié publié par Météo-France en novembre 2022.

## Urbanisme

### Typologie
Au 1er janvier 2024, Garnay est catégorisée commune rurale à habitat dispersé, selon la nouvelle grille communale de densité à 7 niveaux définie par l'Insee en 2022.
Elle est située hors unité urbaine et hors attraction des villes,.

### Occupation des sols
L'occupation des sols de la commune, telle qu'elle ressort de la base de données européenne d’occupation biophysique des sols Corine Land Cover (CLC), est marquée par l'importance des territoires agricoles (67,9 % en 2018), une proportion identique à celle de 1990 (67,9 %). La répartition détaillée en 2018 est la suivante : 
terres arables (52,6 %), forêts (24,7 %), prairies (10,2 %), zones agricoles hétérogènes (5,1 %), zones urbanisées (4,1 %), zones industrielles ou commerciales et réseaux de communication (3,3 %). L'évolution de l’occupation des sols de la commune et de ses infrastructures peut être observée sur les différentes représentations cartographiques du territoire : la carte de Cassini (XVIIIe siècle), la carte d'état-major (1820-1866) et les cartes ou photos aériennes de l'IGN pour la période actuelle (1950 à aujourd'hui).

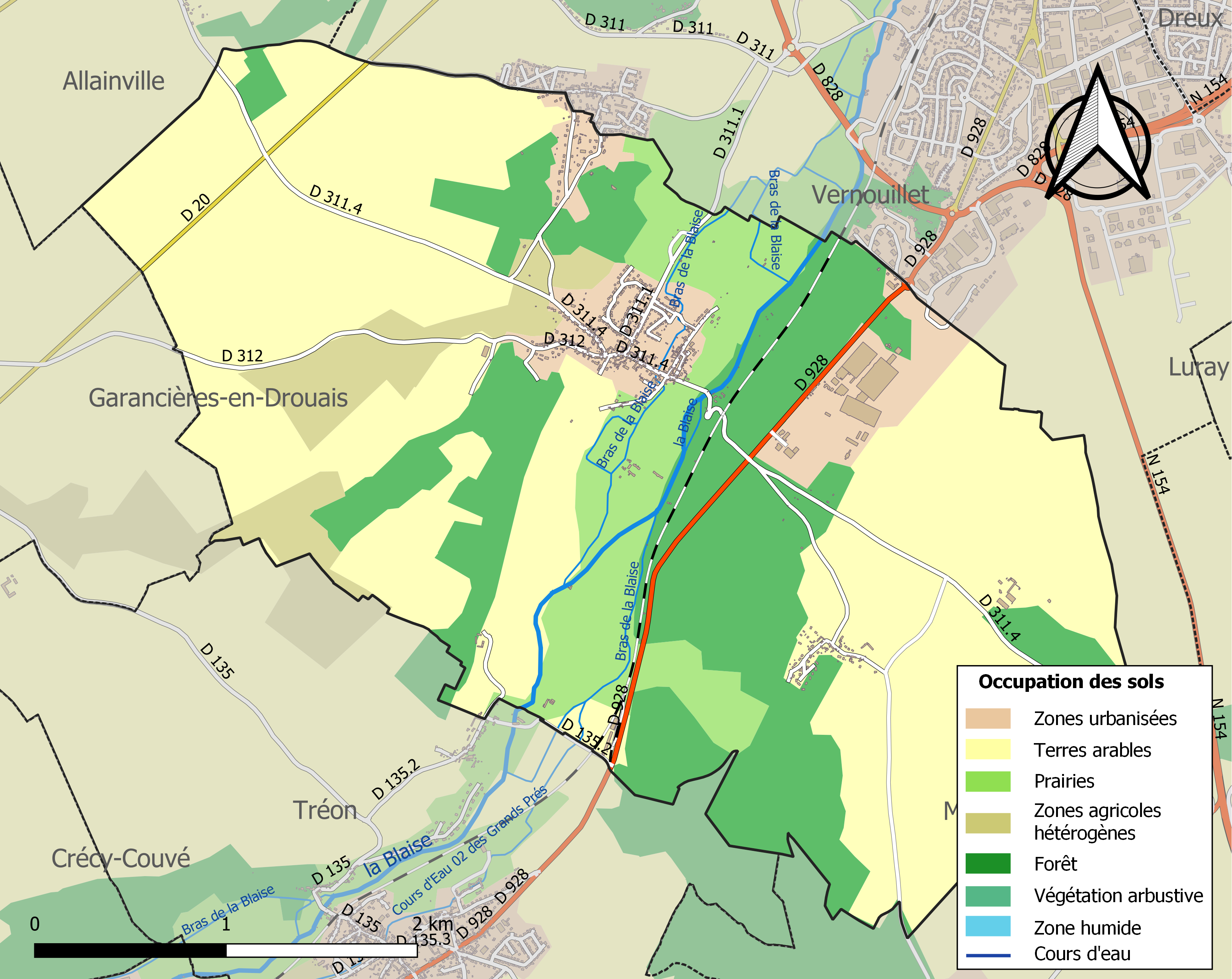
Carte des infrastructures et de l'occupation des sols de la commune en 2018 (CLC).

### Risques majeurs
Le territoire de la commune de Garnay est vulnérable à différents aléas naturels : météorologiques (tempête, orage, neige, grand froid, canicule ou sécheresse), inondations, mouvements de terrains et séisme (sismicité très faible). Il est également exposé à un risque technologique, le transport de matières dangereuses. Un site publié par le BRGM permet d'évaluer simplement et rapidement les risques d'un bien localisé soit par son adresse soit par le numéro de sa parcelle.

#### Risques naturels
Certaines parties du territoire communal sont susceptibles d’être affectées par le risque d’inondation par débordement de cours d'eau et par ruissellement et coulée de boue, notamment la Blaise. La commune a été reconnue en état de catastrophe naturelle au titre des dommages causés par les inondations et coulées de boue survenues en 1995, 1999 et 2018,.

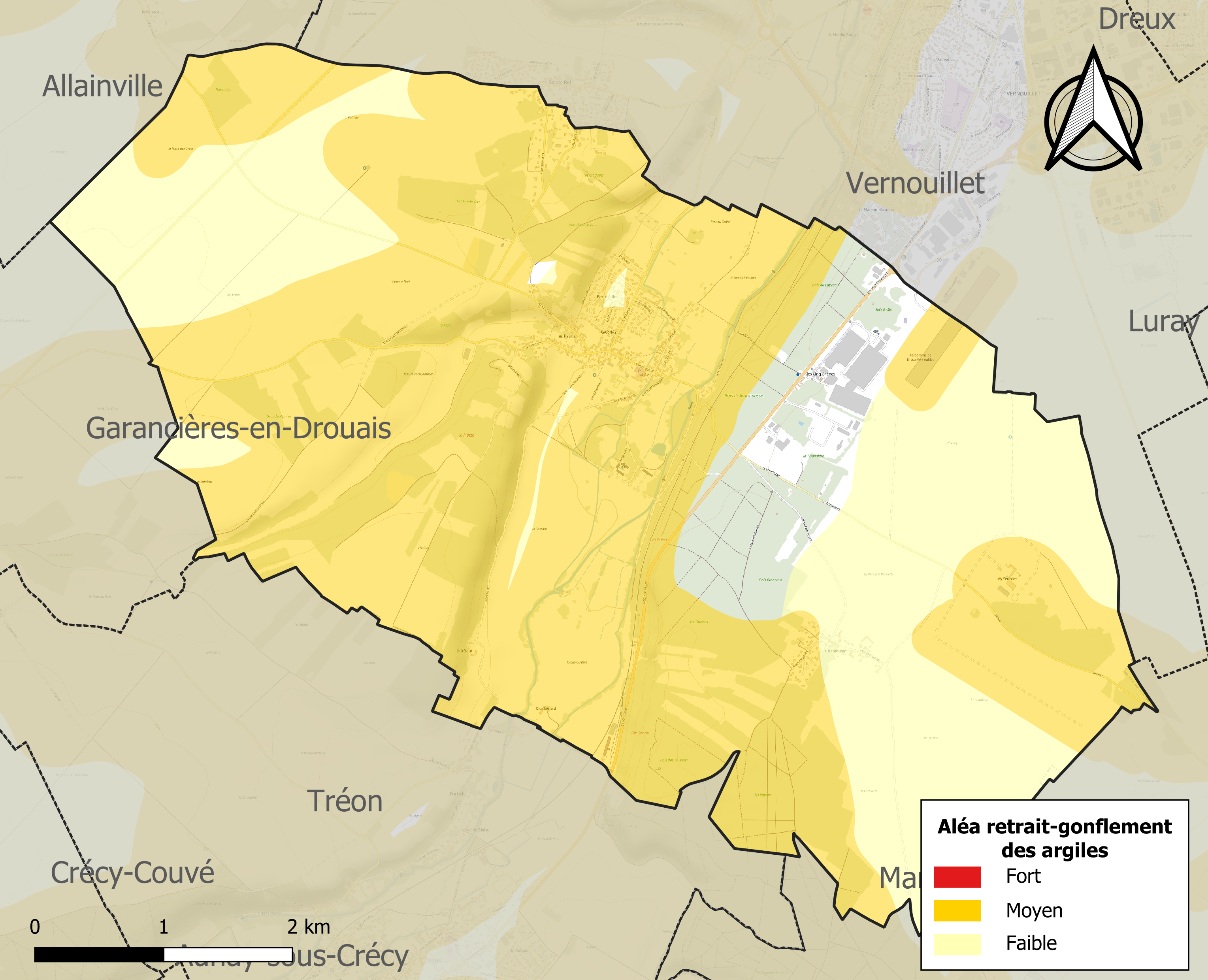
Carte des zones d'aléa retrait-gonflement des sols argileux de Garnay.

Les mouvements de terrains susceptibles de se produire sur la commune sont des affaissements et effondrements liés aux cavités souterraines. L'inventaire national des cavités souterraines permet de localiser celles situées sur la commune.
Le retrait-gonflement des sols argileux est susceptible d'engendrer des dommages importants aux bâtiments en cas d’alternance de périodes de sécheresse et de pluie. 65,6 % de la superficie communale est en aléa moyen ou fort (52,8 % au niveau départemental et 48,5 % au niveau national). Sur les 403 bâtiments dénombrés sur la commune en 2019, 359 sont en aléa moyen ou fort, soit 89 %, à comparer aux 70 % au niveau départemental et 54 % au niveau national. Une cartographie de l'exposition du territoire national au retrait gonflement des sols argileux est disponible sur le site du BRGM,.
Concernant les mouvements de terrains, la commune a été reconnue en état de catastrophe naturelle au titre des dommages causés par des mouvements de terrain en 1999.

#### Risques technologiques
Le risque de transport de matières dangereuses sur la commune est lié à sa traversée par des infrastructures routières ou ferroviaires importantes ou la présence d'une canalisation de transport d'hydrocarbures. Un accident se produisant sur de telles infrastructures est en effet susceptible d’avoir des effets graves au bâti ou aux personnes jusqu’à 350 m, selon la nature du matériau transporté. Des dispositions d’urbanisme peuvent être préconisées en conséquence.

## Toponymie
Le nom de la localité est attesté sous la forme Ganniacum vers 1120.

## Histoire
- Des vestiges de l'époque romaine ont été retrouvés dans la commune.
- Dans les années 1970, un lotissement d'une centaine de pavillons a été construit près du centre du village.

## Politique et administration

### Liste des maires
| Période | Période  | Identité         | Étiquette | Qualité  |
| ------- | -------- | ---------------- | --------- | -------- |
| 1945    | 1965     | Maurice Baubion  |           |          |
| 1965    | 1971     | Maurice Beaublon |           |          |
| 1971    | 1983     | Pierre Tissot    |           |          |
| 1983    | 2008     | Alain Beaufour   |           |          |
| 2008    | 2014     | Alain Badets     |           |          |
| 2014    | 2020     | Michel Moreau    | SE        | Retraité |
| 2020    | En cours | Jean Bartier     |           |          |

## Population et société

### Démographie

#### Évolution démographique
L'évolution du nombre d'habitants est connue à travers les recensements de la population effectués dans la commune depuis 1793. Pour les communes de moins de 10 000 habitants, une enquête de recensement portant sur toute la population est réalisée tous les cinq ans, les populations de référence des années intermédiaires étant quant à elles estimées par interpolation ou extrapolation. Pour la commune, le premier recensement exhaustif entrant dans le cadre du nouveau dispositif a été réalisé en 2005.

En 2022, la commune comptait 1 000 habitants, en évolution de +14,68 % par rapport à 2016 (Eure-et-Loir : −0,23 %, France hors Mayotte : +2,11 %).
| 1793 | 1800 | 1806 | 1821 | 1831 | 1836 | 1841 | 1846 | 1851 |
| ---- | ---- | ---- | ---- | ---- | ---- | ---- | ---- | ---- |
| 555  | 617  | 640  | 601  | 640  | 639  | 595  | 599  | 583  |

| 1856 | 1861 | 1866 | 1872 | 1876 | 1881 | 1886 | 1891 | 1896 |
| ---- | ---- | ---- | ---- | ---- | ---- | ---- | ---- | ---- |
| 562  | 535  | 517  | 570  | 501  | 480  | 474  | 487  | 459  |

| 1901 | 1906 | 1911 | 1921 | 1926 | 1931 | 1936 | 1946 | 1954 |
| ---- | ---- | ---- | ---- | ---- | ---- | ---- | ---- | ---- |
| 408  | 433  | 399  | 407  | 395  | 409  | 373  | 360  | 383  |

| 1962 | 1968 | 1975 | 1982 | 1990  | 1999 | 2005 | 2006 | 2010 |
| ---- | ---- | ---- | ---- | ----- | ---- | ---- | ---- | ---- |
| 416  | 363  | 566  | 975  | 1 059 | 972  | 934  | 924  | 911  |

| 2015 | 2020 | 2022  | - | - | - | - | - | - |
| ---- | ---- | ----- | - | - | - | - | - | - |
| 873  | 943  | 1 000 | - | - | - | - | - | - |

#### Pyramide des âges
La population de la commune est relativement âgée.
En 2018, le taux de personnes d'un âge inférieur à 30 ans s'élève à 28,9 %, soit en dessous de la moyenne départementale (34,7 %). À l'inverse, le taux de personnes d'âge supérieur à 60 ans est de 35,2 % la même année, alors qu'il est de 26,5 % au niveau départemental.
En 2018, la commune comptait 412 hommes pour 486 femmes, soit un taux de 54,12 % de femmes, largement supérieur au taux départemental (51,12 %).
Les pyramides des âges de la commune et du département s'établissent comme suit.
| Hommes | Classe d’âge | Femmes |
| ------ | ------------ | ------ |
| 0,0    | 90 ou +      | 1,2    |
| 8,3    | 75-89 ans    | 7,8    |
| 27,9   | 60-74 ans    | 25,3   |
| 18,9   | 45-59 ans    | 18,4   |
| 17,3   | 30-44 ans    | 17,1   |
| 11,1   | 15-29 ans    | 11,4   |
| 16,4   | 0-14 ans     | 18,8   |

| Hommes | Classe d’âge | Femmes |
| ------ | ------------ | ------ |
| 0,8    | 90 ou +      | 1,9    |
| 7,1    | 75-89 ans    | 9,5    |
| 17,3   | 60-74 ans    | 18     |
| 20,6   | 45-59 ans    | 20     |
| 18,2   | 30-44 ans    | 18,2   |
| 16,2   | 15-29 ans    | 14,4   |
| 19,8   | 0-14 ans     | 18,1   |

## Économie
- Agriculture ;
- Silo de Garnay, desservi par un embranchement privé de la ligne de Chartres à Dreux. Précédemment géré par la Coopérative agricole de la région drouaise (CARD), il est en 2015 la propriété du groupe Interface Céréales, issu de la CARD, devenu en 2018 Natup après sa fusion avec Cap Seine[28] ;
- Zone d'activité de la Tisonnière.

## Culture locale et patrimoine

### Lieux et monuments
- Église Saint-Martin, XIIIe siècle : les vitraux sont réalisés en 1977 par les ateliers Hermet-Juteau de Chartres, successeurs des ateliers Lorin[29]. Elle est restaurée en 1997[réf. souhaitée].
- Château de Marmousse
- Lavoirs sur la Blaise.

Lieux et monuments
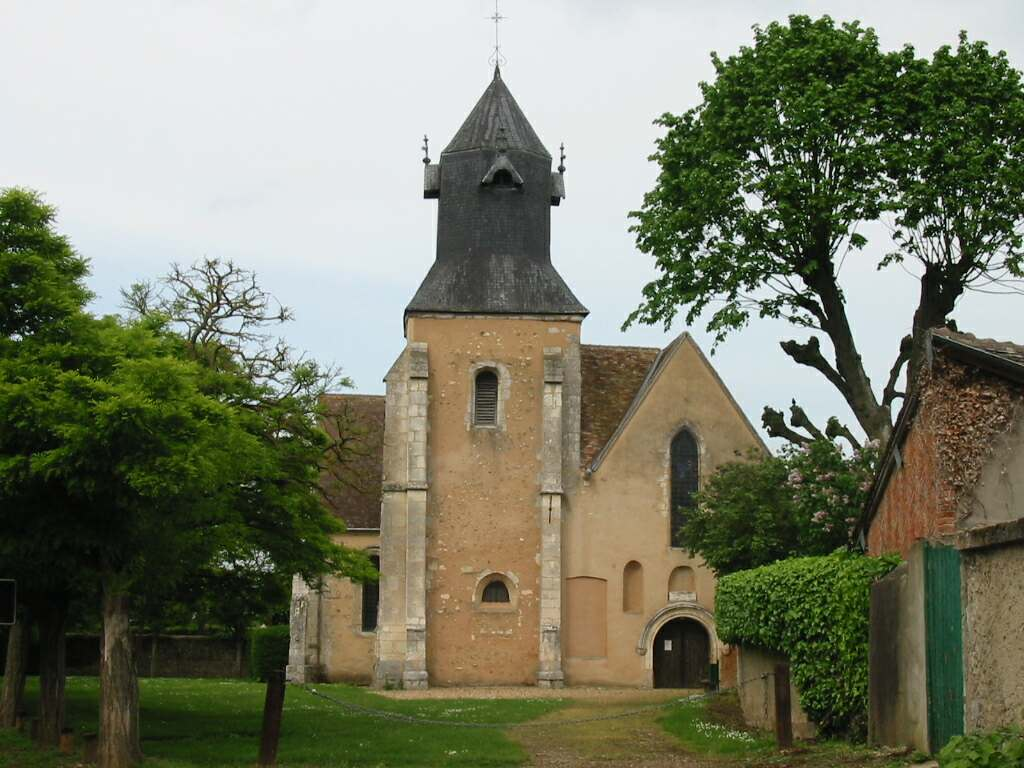
Église Saint-Martin.
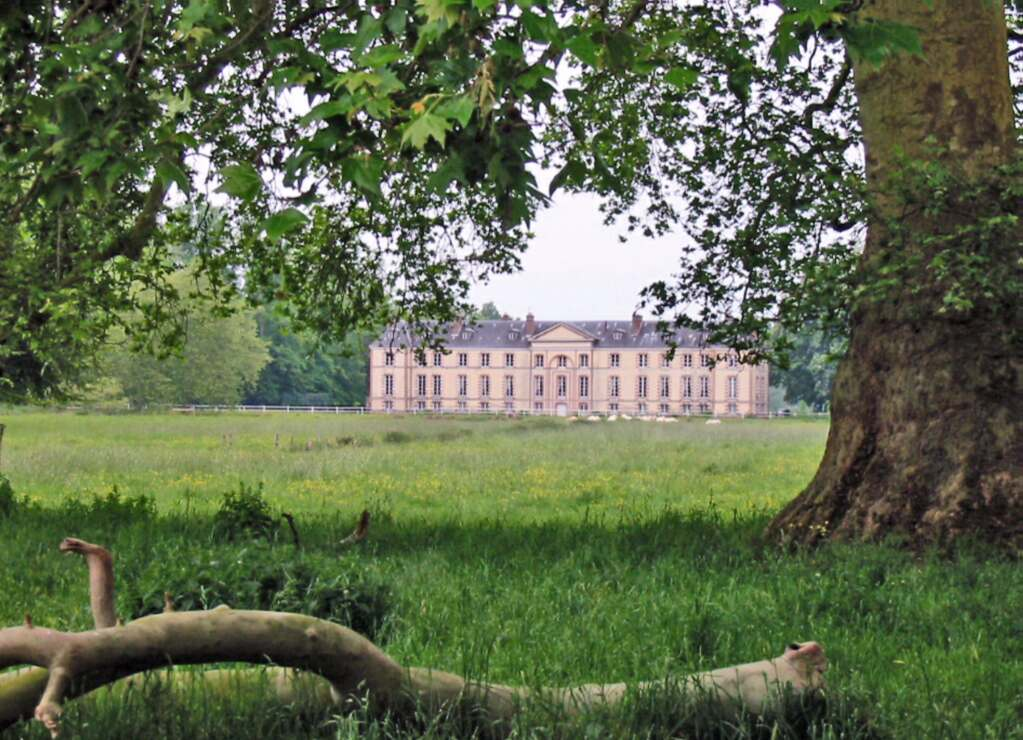
Château de Marmousse.
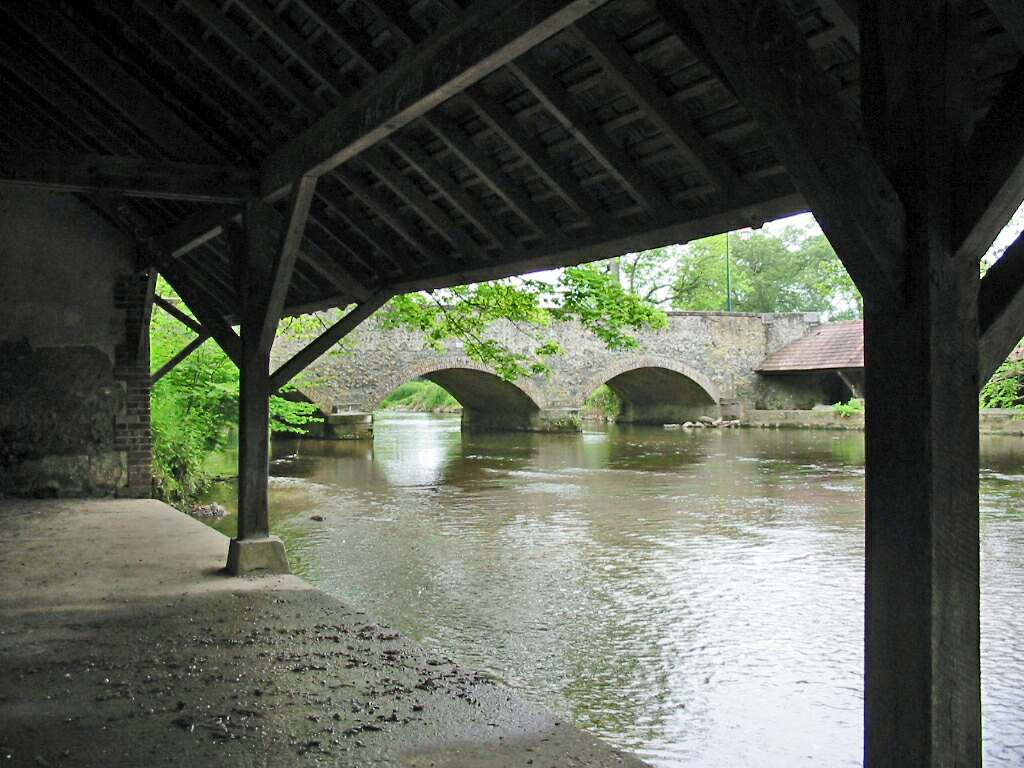
Lavoirs et pont sur la Blaise.
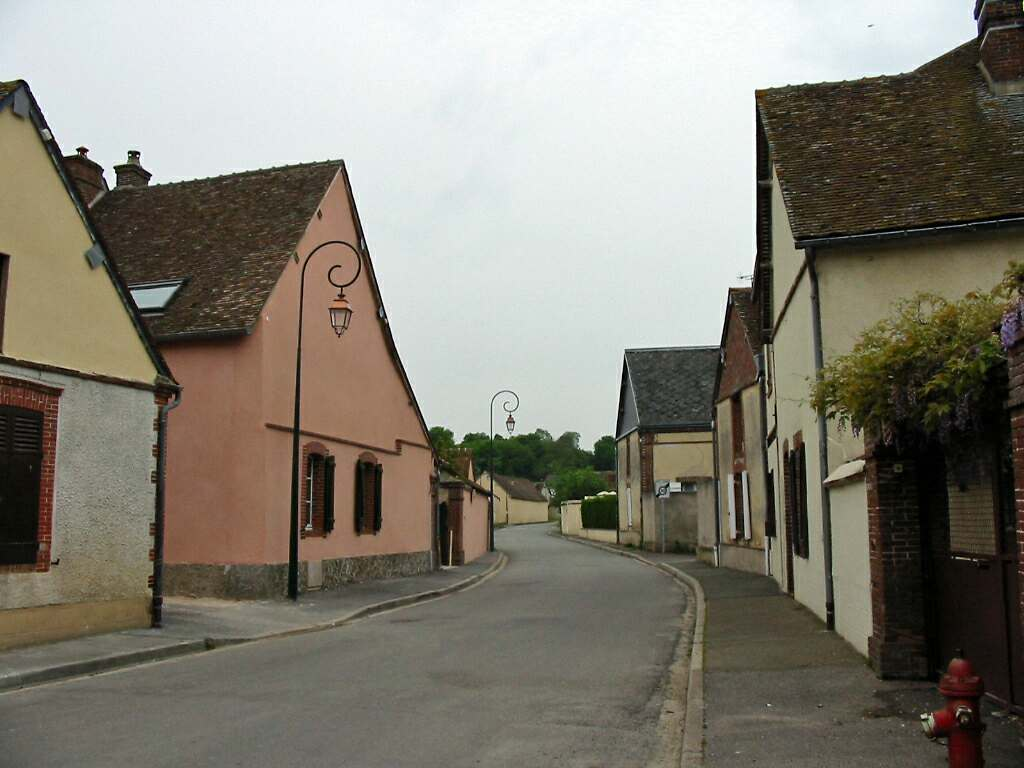
Une rue du village.

### Personnalités liées à la commune
- Louis de Senlecque[30] (1652-1714), poète et ecclésiastique français, prieur de Garnay ;
- Charles Auguste du Bouëxic de Pinieux (1779-1851), député d'Eure-et-Loir, mort au château de Marmousse ;
- Jean-Louis Émile Boudier (1828-1920), pharmacien et mycologue, est né à Garnay.